# Maksimilijan Mihelčić
Maksimilijan Mihelčič (em sérvio: Максимилијан Михелчић) (Liubliana, 29 de julho de 1905 - Zagreb, 29 de março de 1958) foi um futebolista iugoslavo de etnia eslovena que atuava como goleiro.começou a carreira no ŽŠK Hermes em 1922, e em 1924,foi para o Građanski Zagreb,de onde saiu em 1934.encerrou a carreira no HŠK Šparta,em 1938.chegou a ser convocado para a Seleção Iugoslava de Futebol que participou do torneio de futebol dos Jogos Olímpicos de Verão de 1928.